# 谢家垭乡
谢家垭乡，是中华人民共和国湖南省张家界市永定区下辖的一个乡镇级行政单位。

## 行政区划
谢家垭乡下辖以下地区：
青湾村、龙阳村、道祥村、石良坝村、老桥村、湖金萍村、七级峪村、筒车坝村、金岗村和和平岗村。